# Tokyo Broadcasting System Television
Tokyo Broadcasting System Television, Inc. (Japonés: 株式会社TBSテレビ, Hepburn: Kabushiki-gaisha TBS Terebi, abreviado como TBS Television o TBS TV) es una estación de televisión de la región Kantō, propiedad de Tokyo Broadcasting System Holdings. Tiene una red de noticias afiliada llamada Japan News Network (JNN).
El 1 de abril de 1955, fue la segunda estación de televisión pública en Japón, y se convirtió en la única estación concurrente de radio/televisión en Tokio (escindida en 2001). En ese momento, Radio Tokio avanzó el envío del color del periódico para formar la red de noticias (JNN), logró capturar muchas estaciones locales en JNN y estableció un poderoso sistema de noticias. Hasta marzo de 2009, la TBS había mantenido la licencia de transmisión como una sociedad de cartera, por lo que no era miembro de la Federación Popular Japonesa de Radiodifusión

## Historia
La cadena tiene origen el 10 de mayo de 1951, cuando se funda en Kasumigaseki la empresa Radio Tokyo (KRT, 株式会社ラジオ東京) con un capital de 150 millones de yenes. Se comenzó a preparar un canal de televisión comercial bajo las siglas JOKR-TV (hoy JORX-TV) desde Akasaka-Hitotsukicho, Minato, Tokio. Las primeras emisiones de televisión analógica de TBS se produjeron el 1 de abril de 1955 desde el canal 6 como KRT. En 1959 formó la red Japan News Network.

Logotipo usado desde agosto de 1961 hasta septiembre de 1991.

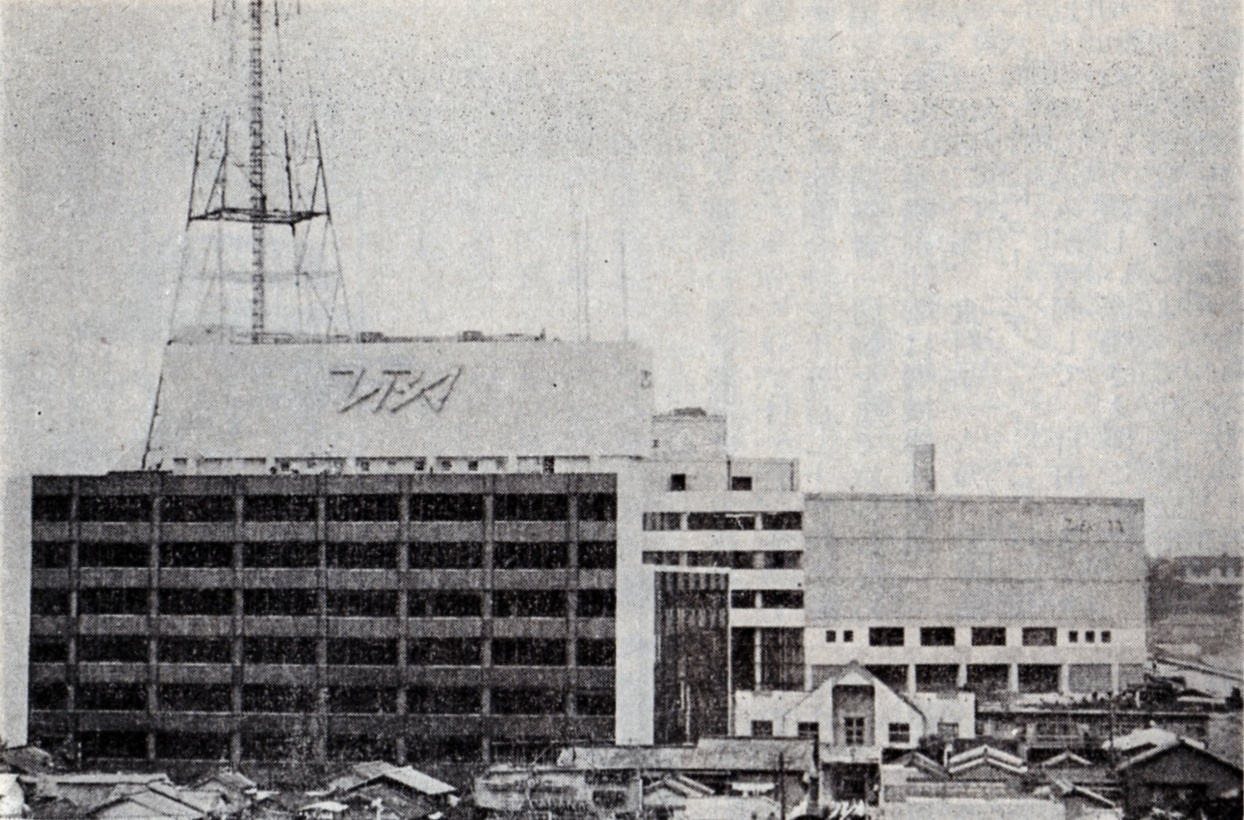
La aparición en el momento de la finalización del antiguo edificio de la empresa (1961).

El 17 de enero de 1960, la estación de transmisión de televisión se trasladó del antiguo centro de transmisión a la Torre de Tokio, con una salida de imagen mejorada a 50 kW, salida de audio a 12.5 kW, mientras en septiembre del mismo año la cadena comenzó a emitir programación en color. El elemento superior de la antena que se usó en la estación de transmisión de Akasaka en ese momento se instala actualmente como un monumento frente a la puerta principal.
La transmisión en color solo comenzó con una película con un promedio de 5 minutos en promedio por día, y la compañía todavía no había utilizado el VTR en color. Por cierto, fue la primera vez en el área de Tokio con NHK y Nippon TV. Posteriormente el 29 de noviembre del mismo año KRT fue rebautizada como Tokyo Broadcasting System (株式会社東京放送) y la cadena trasladó su sede principal a Akasaka, Minato (Tokio). Durante los siguientes años la cadena intensificó la producción propia y la cobertura de eventos especiales.
En agosto de 1961, se estableció un nuevo logotipo de nombre corporativo (cuerpo de escritura) que simboliza las ondas de radio. (Diseño: Junzo Komicho, Producción: Ichikawa Jing). El 12 de octubre, el edificio de la oficina principal se completó cerca del estudio de televisión Akasaka. El 1 de diciembre, el nombre del nombre de la compañía se unifica a TBS.
El 10 de octubre de 1964, con el inicio de los Juegos Olímpicos de Tokio, empiezan a operar el VTR en color en la primera emisión de la empresa en la radiodifusión televisiva. Mientras tanto el 15 de enero de 1967 se produjo y emitió "Toshiba Sunday Theatre · Woman and Miso Soup" (una serie que comenzó en 1965) como el primer drama televisivo en color (grabación/reproducción de VTR en color). 30 de septiembre
El 31 de marzo de 1975, Asahi Broadcasting Corporation (ABC) abandonó JNN y Mainichi Broadcasting System (MBS) se unió a la red de noticias debido a problemas de propiedad con ABC. Desde entonces, MBS ha sido una estación de televisión afiliada de JNN en Osaka. El 30 de septiembre de 1978 comenzó la transmisión en color en la cobertura de noticias.
En noviembre de 1983 comenzó la transmisión de la televisión multiplex de audio. En abril de 1986 la televisión comienza a emitir múltiples transmisiones. En octubre de 1987 la transmisiones se realizan las 24 horas del día. El 24 de agosto de 1989 empieza a usar el formato EDTV
En 1990 la cadena consiguió que uno de sus periodistas, Toyohiro Akiyama, fuese el primer japonés en viajar al espacio, en una expedición a la estación espacial MIR.
El 30 de septiembre de 1991 la marca cursiva queda abolida del logotipo de la identidad corporativa, como parte de la nueva marca de símbolos "microcosmos TBS", usado hasta el 17 de enero de 1992 cuando logotipo cambia por usar la tipografía de Times New Roman en negrita.

Logotipo usado desde enero de 1994 hasta marzo de 2020.

El 3 de octubre de 1994 la cadena completa los trabajos de la nueva y actual sede, cercana a la antigua, y que es actualmente conocida como Big Hat, mientras el antiguo edificio de la empresa pasó a llamarse "Akasaka Media Building". El 1 de abril de 1998 la JNN News Bird comienza a transmitir. En 2006, el canal fue rebautizado como TBS News Bird.
El 22 de enero de 1998 se cambió el medio de almacenamiento de la cinta magnética convencional al disco duro.
El 1 de marzo de 2001 Tokyo Broadcasting establece una subsidiaria consolidada "TBS Live Co., Ltd." (actualmente TBS TV Co., Ltd.) que produce programas de información y programas de información , separa la empresa y divide el negocio.1 de octubre de 2001, distintivo de llamada también cambió (JOKR-TV → JORX-TV, el nombre de la llamada cambió de "Tokyo Broadcasting" a "TBS TV").
A las 11:00 del 1 de diciembre de 2003, comience la transmisión de la televisión digital terrestre (inicialmente, un master simple, la transmisión analógica continúa utilizando los programas masters existentes).
Tokyo Broadcasting ha estado subcontratando a TBS Television Co., Ltd., que se estableció como una compañía de producción de programas para todo el negocio del negocio de radiodifusión de TV, aparte de la transmisión (difusión) y contabilidad desde 2004, y Tokyo Broadcasting realizó toda la producción del programa. Sin embargo, aunque el negocio de la transmisión televisiva se escindió, en la transición al holding de emisión en abril de 2009, todo el negocio de la transmisión televisiva, incluida la sucesión de la licencia de transmisión, se dividió en la TBS Television.
El 7 de febrero de 2005 empieza la transferencia de transmisión de televisión digital terrestre/televisión analógica de master simple a master integrado. Desde el 1 de marzo de 2006 casi toda la programa es grabada en Alta definición, y el 1 de abril del mismo año comienzan las emisiones digitales terrestres. El 20 de marzo de 2008 el plan de reurbanización que se estaba llevando a cabo en el sitio de la antigua casa de la empresa se completó.
El 5 de julio de 2010 en virtud del acuerdo de NHK y la Federación de Radiodifusión del Pueblo Japonés, todos los programas en radiodifusión de televisión analógica terrestre se aceptan como formato de Letterbox en la transmisión (tamaño de ángulo de visión 16:9). El 24 de julio de 2011 finaliza el uso de las transmisiones en Televisión Analógica
El 31 de mayo de 2013, se transfiere la estación de televisión de la Torre de Tokio al Tokyo Sky Tree (el equipo de transmisión de la Torre de Tokio está presente como una estación emisora de repuesto).

## Señales

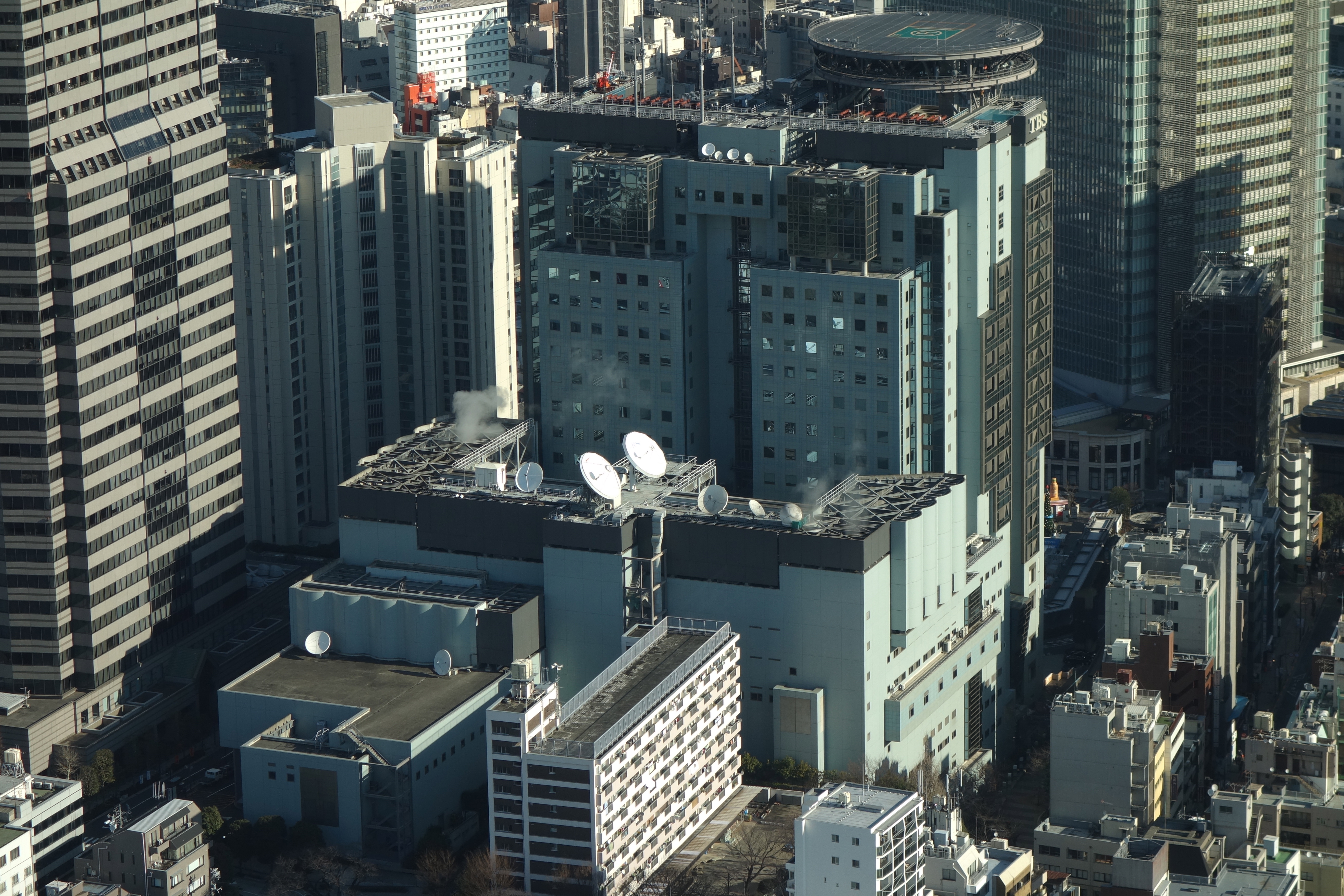
Sede principal de TBS, conocida popularmente como Big Hat.

### Analógico
JORX-TV (antiguo indicativo: JOKR-TV) - TBS Television ("TBS" Terebijōn TBSテレビジョン (antiguo nombre japonés: 東京放送 Tōkyō Hōsō))
- Torre de Tokio - Canal 6

Islas en Tokio
- Niijima - Canal 56

Ibaraki Prefectura
- Mito - Canal 40

Tochigi Prefectura
- Utsunomiya - Canal 55

Gunma Prefectura
- Maebashi - Canal 56
- Kiryu - Canal 55

Saitama Prefectura
- Chichibu - Canal 18

Chiba Prefectura
- Chiba Ciudad - Canal 55
- Urayasu - Canal 56

Kanagawa Prefectura
- Yokohama-minato - Canal 56
- Yokosuka-Kurihama - Canal 39
- Hiratsuka - Canal 37
- Odawara - Canal 56

### Digital
JORX-DTV - TBS Digital Television (TBS Dejitaru Terebijōn TBSデジタルテレビジョン)
- Controlador remoto ID 6
- Tokyo Skytree - Canal 22
- Mito - Canal 15
- Utsunomiya - Canal 15
- Maebashi - Canal 36
- Hiratsuka - Canal 22

## Programación
Desde 2002 hasta 2011 la principal atracción de Tokyo Broadcasting System es el béisbol profesional, Yokohama Bay Stars sirve como órgano, junto al departamento para retransmitir los partidos. Desde 2012, el equipo fue transferido a DeNA, pero dado que el capital de TBS se mantendrá, los derechos de transmisión necesarios para la transmisión de televisión se mantienen. Como miembro regular de la Unión Asia-Pacífica de Radiodifusión (ABU) retransmitiendo los Juegos Asiáticos junto con NHK.
Además, ha transmitido el Clásico Mundial de Béisbol, que es una competencia contra cada país que se celebra una vez cada cuatro años desde 2006, en una forma que lo comparte con TV Asahi (en 2006 también Nippon TV). También ha transmitidos desde finales de 1960 partidos de boxeo con Far Eastern Boxing Club y Kyoei Boxing Gym. Desde la década de 1970 el kickboxing, contribuyendo en su auge, junto a las emisiones de Lucha libre profesional en la década de 1990 de International Wrestling Enterprise y Union of Wrestling Forces International y desde 2000 de comptencia de K-1 y Artes marciales mixtas como K-1 WORLD MAX, PRIDE Fighting Championships.
TBS también es patrocinador oficial de la Federación Internacional de Atletismo (IAAF), una organización que alberga a atletas del mundo, así como a los Atletas del Golden Grand Prix que se celebran anualmente en Japón. Con han logrado emitir el Campeonato Mundial de Atletismo desde el evento realizado en Atenas 1997. Desde 1990, adquirió los derechos de transmisión exclusiva nacional de los campeonatos mundiales de voleibol. En 2006, también llevan cabo una transmisión en vivo exclusiva por televisión terrestre del campeonato mundial de baloncesto celebrado en Japón.
TBS es conocido por producir el programa de juegos Takeshi's Castle, que es doblado y retransmitido internacionalmente. El canal también emite Ultraman y la franquicia de Ultra Series desde 1966 en adelante (la misma es una derivación de Ultra Q, coproducida y emitida en el mismo año) y de sus derivaciones, la mayoría, si no todas, realizadas por Tsuburaya Productions para la cadena. Desde la década de 1990 produce Sasuke (Guerrero Ninja), cuyo formato inspiraría programas similares fuera de Japón, teniendo también una derivada llamada Kinniku Banzuke, que duró durante siete temporadas.
A partir de 1962, "Otogi Manga Calendar" fue la primera producción de dibujos animados para el canal. En la segunda mitad de la década de 1960 se emitieron muchas obras de Fujiko Fujio, obras originales como "Obake no Q-Taro", "Hombre par", "Kaibutsu-kun". En 1992 se emite en la franja del "tiempo de oro" la producción "Dragon Quest: Las aventuras de Fly" y "Manga Nihon Mukashi Banashi", que al finalizar el último, los anime salen de esta franja, en hasta volver en abril de 2003 con "Tantei Gakuen Q", pero solo durando 6 meses, pero 12 años, en 2016, más tarde vuelven nuevamente con Tantei Gakuen Q.

## Incidencias

### Audiencia
Desde 1963 hasta 1981 ha tenido el liderazgo constante en la audiencia en el horario prime time. Los registros que ganaron más de 1 corona de audiencia anual por 19 años consecutivos aún no se han roto en las estaciones clave de la sede de Tokio. TBS tiempo produjo muchos programas de alta cantidad de audiencia, como "Quiz Derby", "The Best Ten" y "Mito Komon" constantemente con un 30% del índice de audiencia.
Pero desde 1982, ha tenido una "feroz" competencia con Fuji Television, que se logró ser líder de audiencia. Sin embargo, en 1990, NTV ocupó el segundo lugar en audiencia anual, y la televisión japonesa fue privada de ella, y el impulso comenzó a desaparecer. Después de eso, ya no se involucró más en el liderazgo de índice de audiencia, el avance de Nippon Television y el descubrimiento del "problema" que presentó el comienzo del caso de asesinato del abogado de Sakamoto Tsutsumi en 1988. Además, en el año fiscal 2009, muchos programas son lentos en el crecimiento de audiencia y caen en una situación de crisis.
En la década de 2010, se dice que es la "era del invierno", no solo la TV Asahi, donde el índice de audiencia anual fue el cuarto lugar en 10 años, también es más baja que la síntesis de NHK y TV Tokyo en muchos casos y los resultados que siguieron a estos muchos años de errores de estrategia en la gestión. Fue superado por TV Asahi hasta en las ventas. Como resultado, las calificaciones de audiencia anuales y las ventas cayeron a la cuarta estación de clave privada más grande, pero aun así TBS a menudo ha perdido en calificaciones de espectador durante muchos años, tiene una calificación de espectador A medida que comenzó la recesión, el día en que TBS gana Fuji Television con un índice de audiencia que va en aumento en 2015, donde ha supera a Fuji TV por primera vez en 34 años desde 1981. En el índice de audiencia en la época dorada, luchaba en la competencia del segundo lugar contra TV Asahi, finalmente obtuvo el segundo lugar en el horario estelar en la primera mitad de 2017, y también compartió con TV Asahi. Con una audiencia promedio de abril de 2017 a finales de septiembre, se ubicó en el segundo lugar solo para comerciales en el Golden Prime Time.

### Controversias
En 1989, TBS se convirtió en culpable en el asesinato de la familia Sakamoto por el movimiento religioso Aum Shinrikyo el 4 de noviembre, siendo es notoriamente conocido por violar intencionalmente la protección de las fuentes.
El origen de dicha culpabilidad empieza el 31 de octubre de 1989, a la edad de 33 años, Sakamoto consiguió convencer al líder de Aum, Shoko Asahara, de que se sometiera a un análisis de sangre para comprobar el "poder especial" que el líder afirmaba que tenía en todo su cuerpo. No encontró ninguna señal de nada inusual. Una revelación de esto podría haber sido potencialmente embarazosa o perjudicial para Asahara. El problema con que se relaciona es que TBS grabó una entrevista con Sakamoto sobre sus esfuerzos por desvelar los dogmas engañosos de la secta japonesa Aum Shinrikyo. Sin embargo, la cadena mostró en secreto un vídeo de la entrevista a los miembros de Aum sin el conocimiento de Sakamoto, rompiendo intencionadamente su protección de las fuentes. Los funcionarios de Aum presionaron a TBS para que cancelara la transmisión de la entrevista, pero Sakamoto fue asesinado por los miembros después de unos días, el 3 de noviembre. Esto hace que TBS sea indirectamente responsable del homicidio de una persona que combatió la peligrosa secta e intentó llamar la atención del público sobre las violaciones cotidianas de los derechos humanos que tienen lugar dentro de esa secta.